# Họ Rẻ quạt
Họ Rẻ quạt (danh pháp khoa học: Rhipiduridae) là một họ chim trong bộ Passeriformes, theo truyền thống chỉ bao gồm 1 chi là Rhipidura.
Chim đuôi lụa (Lamprolia victoriae) được Irestedt et al. phát hiện là không thuộc họ Monarchidae mà có quan hệ họ hàng gần với các loài rẻ quạt trong họ Rhipiduridae.
Loài 'chèo bẻo lùn' (Chaetorhynchus papuensis) kỳ dị ở New Guinea là họ hàng gần nhất của đuôi lụa ở Fiji và chúng có quan hệ họ hàng gần với Rhipiduridae. Do đó, từ 2009 trở lại gần đây người ta thường coi chúng tạo thành một phân họ trong họ Rhipiduridae.
Tuy nhiên, Jønsson et al. (2016) ước tính tổ tiên chung của hai loài này đã xuất hiện cách ngày nay khoảng 22 triệu năm, làm cho việc xếp chúng thành một họ riêng biệt là có cơ sở. Họ này nếu được chấp nhận sẽ có tên gọi là Lamproliidae Wolters, 1977. Ngược lại, tổ tiên chung gần nhất của các loài rẻ quạt thật sự dường như chỉ xuất hiện cách ngày nay chừng 15 triệu năm.

## Phân loại học
Rẻ quạt bụng vàng, danh pháp trước đây là Rhipidura hypoxantha, đã được chuyển đi do nó không phải là rẻ quạt thật sự. Hiện tại nó được gán danh pháp khoa học Chelidorhynx hypoxanthus và là một loài thuộc họ Stenostiridae.
Phân bố tổng thể các loài rẻ quạt trong bài này dựa theo phân tích Bayes trong Nyári et al. (2009). Dựa theo Nyári et al. (2009) và Jønsson et al. (2016) thì việc phân chia chi Rhipidura thành 8 chi/8 nhánh dường như là hợp lý. Tuy nhiên, hiện tại dường như là không có các tên gọi sẵn có cho các nhánh tách ra này, vì thế chỉ có thể sử dụng các tên gọi tạm thời.
Nhóm đầu tiên là loài duy nhất từ Tiểu Sunda, rẻ quạt chỏm nâu, tạm gọi là "Leucocirca1". Tiếp theo là 3 loài rẻ quạt bụi rậm ở New Guinea, cũng không có tên gọi chung cho nhánh này và vì thế tạm gọi là "Leucocirca2". Leucocirca (Swainson 1838, điển hình leucophrys) thật sự có phân bố trong khu vực từ Ấn Độ tới Australia. Rẻ quạt đen ở New Guinea có tên chi tạm thời là "Rhipidura". Tiếp theo là Neomyias (Sharpe 1879, điển hình euryurus). Chi này phân bố từ Malaysia tới Australia. Sau đó là chi Cyanonympha (Oberholser 1911, điển hình superciliaris) ở Philippines. Cuối cùng là Rhipidura thật sự (Vigors & Horsfield 1827, điển hình fulignosa), bao gồm rẻ quạt xám và sọc. Chúng có phạm vi phân bố từ Australo-Papua qua Melanesia tới New Guinea. Chi Howeavis (Mathews 1912, điển hình rufifrons) là chi cuối cùng và áp dụng cho rẻ quạt hung, có phạm vi phân bố từ Sulawesi ra các đảo trên Thái Bình Dương.
Bốn loài được thêm vào Rhipiduridae dựa theo Sánchez-González và Moyle (2011) và bao gồm:
- Rẻ quạt khoang (Leucocirca javanica) chia ra thành rẻ quạt khoang Malaysia (Leucocirca javanica) (bao gồm cả longicauda) và rẻ quạt khoang Philippine (Leucocirca nigritorquis).
- Rẻ quạt lam (Cyanonympha superciliaris) được chia thành rẻ quạt lam Visaya (Cyanonympha samarensis) (bao gồm cả apo, chủng mà Sánchez-González và Moyle lưu ý là không có khác biệt về di truyền) và rẻ quạt lam Mindanao (Cyanonympha superciliaris).
- Rẻ quạt Tablas (Cyanonympha sauli) và rẻ quạt Visaya (Cyanonympha albiventris) được tách ra từ rẻ quạt đầu lam (Cyanonympha cyaniceps). Chủng pinicola vẫn duy trì trong cyaniceps. Tuy nhiên, Sánchez-González và Moyle tìm thấy chứng cứ về khả năng chia tách ở cấp độ loài trong phạm vi cyaniceps trên đảo Luzon nhưng nó lại không phù hợp với sự phân chia thông thường thành pinicola và cyaniceps.

Nếu công nhận 4 loài này nhưng tách riêng Lamproliidae thì họ này có tổng cộng 49 loài đã biết. Cụ thể xem bài Rhipidura.